# Trichophorum planifolium
Trichophorum planifolium är en halvgräsart som först beskrevs av Spreng., och fick sitt nu gällande namn av Eduard Palla. Trichophorum planifolium ingår i släktet tuvsävssläktet, och familjen halvgräs. Inga underarter finns listade i Catalogue of Life.